# 航运的重大包裹标明重量公约
航运的重大包裹标明重量公约（英語：Marking of Weight (Packages Transported by Vessels) Convention）是1929年6月21日第十二届国际劳工大会通过的一项公约，又称1929年标明重量（航运包裹）公约，是国际劳工组织第27号公约(C027)。公约于1932年3月9日生效。

## 内容
公约第一条规定缔约国国境内交付的总重量在1公吨以上（含）的包裹物件需标明重量。

## 批准情形
截至目前，已有66个国家批准该公约。中华民国于1931年6月24日批准该公约。中华人民共和国则于1984年6月11日承认该公约，公约同日对中国生效。